# Rechterfeld
Rechterfeld is een dorp in de Duitse gemeente Visbek, deelstaat Nedersaksen, en telde per 20 december 2021 1.120 inwoners.
Rechterfeld ligt 5 km ten oosten van het dorp Visbek.

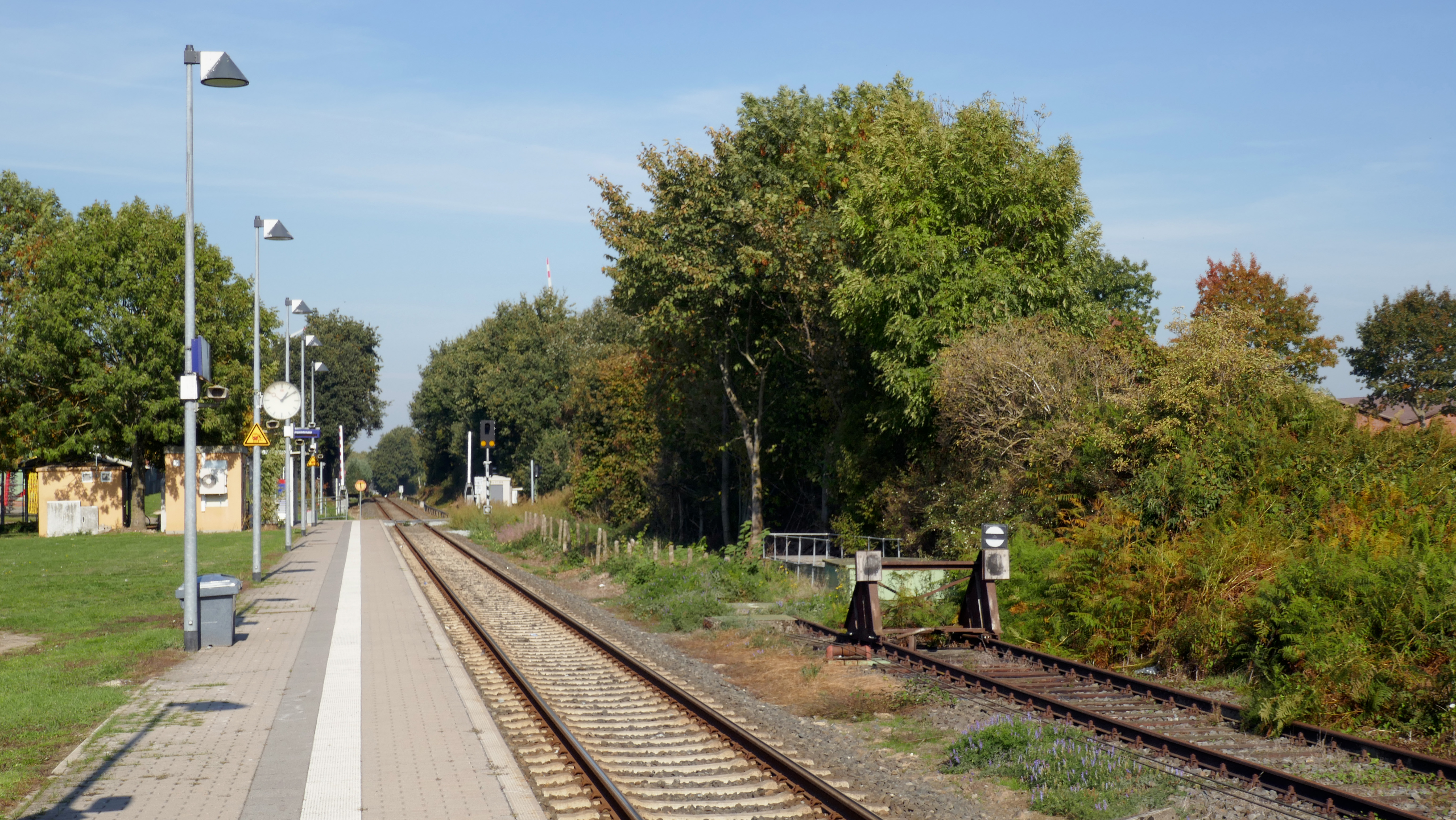
Spoorweghalte Rechterfeld (foto uit 2018)

Rechterfeld is het enige dorp in de gemeente Visbek met een spoorwegaansluiting. De spoorweghalte ligt 32 km ten zuidwesten van Station Delmenhorst aan de spoorlijn Delmenhorst - Hesepe, met overstapmogelijkheid richting Osnabrück Hauptbahnhof.
In Rechterfeld is een van de twee hoofdkantoren van een groot concern gevestigd, dat kippenslachterijen en handelsondernemingen in kippenvlees en kipproducten exploiteert. Het concern draagt de naam PHW-Gruppe. Het andere hoofdkantoor van dit concern staat te Vaduz in Liechtenstein. Het bedrijf verkoopt zijn producten onder andere onder zijn merknaam Wiesenhof, een begrip in geheel Duitsland.
Volgens een regionale historicus uit het begin van de 20e eeuw, een zekere Clemens Pagenstert, moet de oudste vermelding van Rechterfeld (Rahtravelda) rond het jaar 890 worden gedateerd.
De rooms-katholieke Sint-Antoniuskerk, gebouwd in de stijl van de neogotiek, dateert uit 1901. Ze bevat een altaar met een retabel uit de 16e eeuw en een voor een klein deel 15e-eeuwse piëta.